# 청주휴게소
청주휴게소(淸州休憩所, Cheongju Service area)는 대한민국의 충청북도 청주시 흥덕구 옥산면 장남리에 위치한 경부고속도로의 고속도로 휴게소이다. 서울 방향으로 존재한다. 소재지는 충청북도 청주시 흥덕구 옥산면 경부고속도로 318에 위치하고 있다.

## 시설
- 수면실
- 샤워실
- 세탁실
- 쉼터
- 이발소
- 수유실
- 약국
- 내고장특산물
- 화물차휴게소 여부 : 있음
- 브랜드 매장 : 탐앤탐스 외 2개
- 정유소 : 알뜰주유소(주유소), SK가스 (LPG충전소)
- 테마휴게소 : 색동호박 넝쿨존
  - 북위 36° 42′ 57.72″ 동경 127° 20′ 57.55″ / 북위 36.7160333°  동경 127.3493194°

## 다음 휴게소
상행선
- 경부고속도로 서울방향 천안삼거리휴게소 20km
- 논산천안고속도로 논산방향 정안알밤휴게소 42km

## 전후
- 죽암휴게소 → 청주휴게소 → 천안삼거리휴게소
- 옥산 분기점 → 청주휴게소 → 목천 나들목